# Oligoryzomys vegetus
Oligoryzomys vegetus is een zoogdier uit de familie van de Cricetidae. De wetenschappelijke naam van de soort werd voor het eerst geldig gepubliceerd door Bangs in 1902.
Oligoryzomys vegetus leeft in de bergbossen en nevelwouden van 840 tot 3.000 meter hoogte van noordelijk Costa Rica tot westelijk Panama.